# Spathius colophon
Spathius colophon är en stekelart som beskrevs av Nixon 1943. Spathius colophon ingår i släktet Spathius och familjen bracksteklar.

## Underarter
Arten delas in i följande underarter:
- S. c. euros
- S. c. butuanensis